# Sjafrie Sjamsoeddin

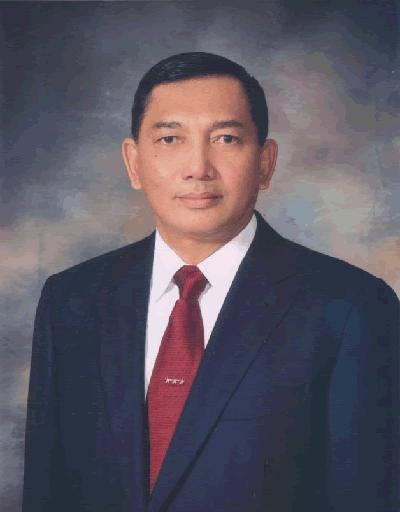
Sjafrie Sjamsoeddin (2010)

Sjafrie Sjamsoeddin (* 30. Oktober 1952 in Makassar, Sulawesi Selatan, Indonesien) ist ein ehemaliger Generalleutnant der indonesischen Armee (TNI). Seit 2024 ist er Verteidigungsminister Indonesiens. Er gilt als enger Freund von Präsident Prabowo Subianto.

## Werdegang
Sjafrie lernte Prabowo an der Tidar Valley Military Academy in Magelang kennen. Beide schlossen ihr Studium dort 1974 ab und wurden Mitglied der Kopassus, der Spezialeinheit des Heeres. Sjafrie nahm bei Militäreinsätzen in Osttimor, Aceh und Westpapua teil. So gehörte er 1976 zu den Invasionstruppen in Osttimor (Operation Seroja), wo er auch später mehrmals seinen Dienst versah. Sein Spezialgebiet waren nachrichtendienstliche Operationen. 1985 nahm Sjafrie an einen Fortbildungskurs für Infanterieoffiziere im amerikanischen Fort Benning teil. 1990 war er Chef des Satuan Gabungan Intelijen (SGI) in Osttimor, dem Geheimdienst der Kopassus. Laut Berichten soll er an den Planungen zum Santa-Cruz-Massaker 1991 beteiligt gewesen sein. 1993 folgte eine zweiwöchige Ausbildung auf dem Stützpunkt des Special Air Service in Swanbourne nahe dem australischen Perth.
Von 1993 bis 1995 war Sjafrie Kommandeur der Gruppe A der Sicherheitsgarde des Präsidenten (PASPAMPRES) und war unter anderem für die Sicherheit von Präsident Suharto bei seinem Besuch in Bosnien und Herzegowina 1995 verantwortlich.  Ab 1995 war er Kommandeur des Surya Kencana Military Resort und ab 1996 Stabschef der Permanenten Garnison Jakartas. Im selben Jahr wechselte er auf den Posten des Stabschefs des regionalen Militärkommandos von Jakarta (Kodam Jaya) und wurde 1997 als Nachfolger von Sutiyoso Kommandeur von Kodam Jaya. Im folgenden Jahr begannen die Proteste, die zum Fall des Diktators Suharto am 21. Mai 1998 führten. Die indonesische Nachrichtenagentur Antara News gibt an, dass Bücher und Zeugen Sjafries Rolle in dieser Zeit „besänftigend“ gewirkt und Unruhen verhindert habe. Sjafrie hatte Soldaten in der Hauptstadt auf Patrouille geschickt, um die Ordnung aufrechtzuerhalten. Im Juli 1998 wurde Sjafrie Assistent für territoriale Angelegenheiten von Fachrul Razi, Stabschef für Allgemeine Angelegenheiten (Aster Kasum ABRI).

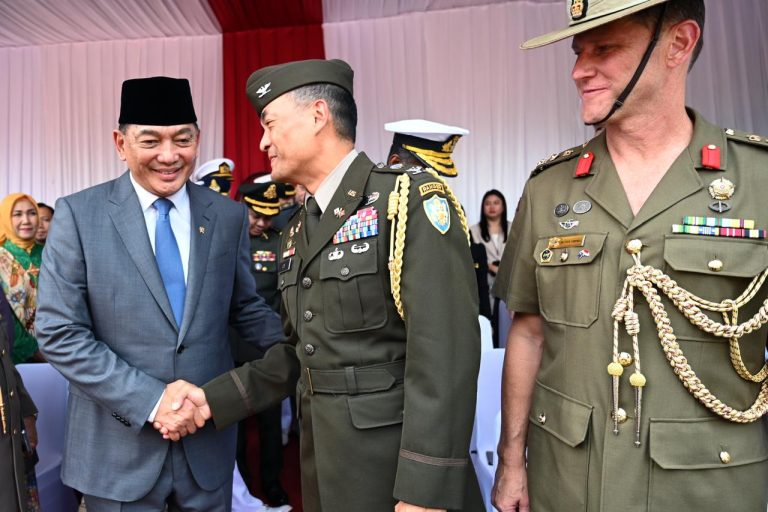
Sjafrie Sjamsoeddin (links) beim offiziellen Empfang des indonesischen Verteidigungsministers (2024)

1999 leitete er eine geheime Operation gegen die Aufständischen in Aceh, bis er am 27. August, drei Tage vor dem dortigen Unabhängigkeitsreferendum in Osttimors Hauptstadt Dili kam.  Francisco Kalbuadi Lay, ein ehemaliger Informant des SGI, erkannte Sjafrie als pro-indonesische Milizionäre am 6. September in das Haus von Bischof Belo eindrangen. Die Männer unter den tausenden Flüchtlingen, die hier Schutz gesucht hatten, wurden abgetrennt und mit dem Tode bedroht. Sjafrie soll laut Kalbuadi den Einsatz von einem Auto auf der anderen Straßenseite aus geleitet haben. Sjafrie gab an, sei in Osttimor als Teil eines gemeinsamen Teams aus Armee und Polizei gewesen, um die Gewalt in dem besetzten Gebiet zu beenden. Letzteres bestätigte Ian Martin, der Sondergesandter des UN-Generalsekretärs. Bereits am 28. September soll Sjafrie, nach eigenen Angaben, zurück in das Militärhauptquartier in Jakarta gereist sein und erst am 11. September für wenige Stunden wieder in Dili gewesen sein, um Sicherheitsvorbereitungen für eine UN-Delegation zu überwachen. Diesen Angaben widerspricht eine Meldung des anonymen Internet-Nachrichtendienstes MateBEAN vom 1. September 1999. Nach dieser nahm Sjafrie an dem Tag an einer Sitzung teil, die „Notfallpläne“ für die Wahrscheinlichkeit ausarbeitete, falls das Ergebnis des Referendums für die Unabhängigkeit ausfällt. Auf dieser Sitzung mit Generalmajor Zacky Anwar Makarim soll beschlossen worden sein, dass vor dem Abzug der indonesischen Truppen die Infrastruktur zerstört werden sollte. Unabhängigkeitsbefürworter auf Listen des Militärgeheimdienstes sollten ermordet werden. Nach der Bekanntgabe des Ergebnisses am 4. Septembers führten indonesische Sicherheitskräfte und Milizen die Operation Donner aus und zerstörten große Teile Osttimors. 1400 bis 1500 Menschen starben. Wegen der Vorwürfe von Menschenrechtsverletzungen wurde gegen Sjafrie ein Einreiseverbot in die Vereinigten Staaten verhängt. Sjafrie wurde aber nie vor Gericht gestellt und von der indonesischen Regierung als unschuldig bewertet.
Nach dem Abzug Indonesiens aus Osttimor war Sjafrie Mitglied und Koordinator des Expertenstabs des TNI-Kommandanten und Sicherheitsministers Wiranto (2016–2019) und Leiter des Informationszentrums der TNI. Von 2005 war er Generalsekretär des Verteidigungsministeriums. Am 6. Januar 2010 wurde Sjafrie stellvertretender Verteidigungsminister und schied aus dem Militärdienst aus. Das Amt hatte er bis zum 20. Oktober 2014 inne.
Nachdem Prabowo Verteidigungsminister wurde, nahm er ab 2019 Sjafrie als seinen Assistenten für Verteidigungsmanagement in das Ministerium. In seiner Amtszeit erwarb Sjafrie an der Verteidigungsuniversität einen Doktortitel. Mit der Vereidigung Prabowos 2024 als Präsident Indonesiens stieg Sjafrie zum Verteidigungsminister auf.

## Trivia
Von Untergebenen und Journalisten wird Sjafrie aufgrund seiner Initialen kurz „Mr. SS“ genannt.